# Plesiochelyidae
De Plesiochelyidae zijn een familie van uitgestorven schildpadden in de clade Thalassochelydia die oorspronkelijk was ingedeeld in de onderorde Cryptodira, meestal behorend tot het Jura. Een alternatieve studie plaatste de clade Thalassochelydia in de Angolachelonia en buiten de Testudines.